# Gisèle Vallerey (écrivaine)
Pour les articles homonymes, voir Gisèle Vallerey.
Gisèle Vallerey, née Juliette-Marie Chandon à Paris le 21 novembre 1889 et morte dans la même ville le 18 février 1940, est une femme de lettres qui signe ses ouvrages, des traductions et des paroles de chansons sous les noms de Noël Guy, G. Chandon, Gisèle Chandon, Georges Chandon et Gisèle Vallerey.

## Biographie
Elle naît à Paris de François Chandon, négociant, et de Marie Duhan. Elle est l’une des cinq enfants, Edmée, Pierre-Marie-Jules, Juliette-Marie, Martial-Marie-Émile et Aurette-Marie.
Elle se marie le 12 juillet 1918 avec son cousin germain Tancrède Vallerey, avec qui elle signera des traductions et des adaptations.
Elle débute par quelques recueils de prose poétique: Les Cris de ma Souffrance, Promenades à Béquilles, et tout en faisant de nombreuses traductions et adaptations, surtout pour la jeunesse, publie sous le nom de Noël Guy des œuvres documentées: Rome, La Marine Française, etc...
Mais elle est en même temps poétesse, comme dans son livre La Voix des Heures (recueil de vers classiques) qui obtint le Prix Jacques Normand, couronné ensuite par le Prix Archon-Despérouses (1929), tandis que Les Chansons de l'Esclave (en vers libres)  la faisait lauréate de la Société des Écrivains de Province (1931).

## Œuvres
Poésies
- Les Cris de ma Souffrance, Éditions des Tablettes, Saint-Raphaël, 1923 lire en ligne sur Gallica
- Promenades à Béquilles
- Le Mystère des Ruines, 1929
- La Voix des Heures
- Les Chansons de l'Esclave, lauréate pour la Société des Écrivains de Province pour 1931, dessins de l'auteur gravés par A. Langeron, Éditions de la Renaissance Provinciale, Bordeaux, 1932; réédition : Collection « La Primevère », coédité par Les Éditions Provinciales, Bordeaux, et la Grande Librairie Universelle, Paris, 1932

Œuvres documentées
- Rome
- La Marine Française
- Richelieu, 1933, lire en ligne

Traductions et adaptations
- Robinson Crusoë par Daniel De Foë, illustré par Xavier Kozminski, Paris, Éditions Fernand Nathan, coll. « Œuvres célèbres pour la jeunesse », 185 p., 1930
- Robinson suisse par R. Wyss, illustré par Xavier Kozminski, Paris, Éditions Fernand Nathan, coll. « Œuvres célèbres pour la jeunesse », 191 p., 1930
- La Case de l'oncle Tom par H. Beecher-Stowe, illustré par Xavier Kozminski, Paris, Éditions Fernand Nathan, coll. « Œuvres célèbres pour la jeunesse », 188 p., 1930
- Voyages de Gulliver par Jonathan Swift, illustré par Xavier Kozminski, Paris, Éditions Fernand Nathan, coll. « Œuvres célèbres pour la jeunesse », 190 p., 1930
- Dix mille lieues dans les airs par   Otfrid von Hanstein, édition adaptée par Gisèle et Tancrède Vallerey, 1931. lire en ligne sur Gallica
- L'Île au trésor, par Robert Louis Stevenson, illustré par Xavier Kozminski, Paris, Éditions Fernand Nathan, coll. « Œuvres célèbres pour la jeunesse », 191 p., 1932
- Le Dernier des Mohicans, par Fenimore Cooper, illustré par Xavier Kozminski, Paris, Éditions Fernand Nathan, coll. « Œuvres célèbres pour la jeunesse », 184 p., 1932
- Contes et récits tirés de Corneille, Fernand Nathan, coll. «  Contes et légendes de tous les pays », 1933
- Contes et récits tirés de Racine, Fernand Nathan, coll. « Contes et légendes de tous les pays », 1934
- Contes et récits tirés de Molière, Fernand Nathan, coll. « Contes et légendes de tous les pays », 1935
- Épisodes et récits bibliques, Fernand Nathan, coll. « Contes et légendes de tous les pays », 1935
- Contes et légendes de Chine, Fernand Nathan, coll. « Contes et légendes de tous les pays », 1936
- Contes et récits tirés de l'Énéide, Fernand Nathan, coll. « Contes et légendes de tous les pays », 1936
- Contes et récits tirés de l'Iliade et de l'Odyssée, Fernand Nathan, coll. « Contes et légendes de tous les pays », 1936
- Le roman de Renard, adaptation, Fernand Nathan, coll. « Œuvres célèbres pour la jeunesse », 1936
- Contes et légendes de l’Afrique noire, Fernand Nathan, coll. « Contes et légendes de tous les pays », 1937
- Récits tirés du théâtre grec, Fernand Nathan, coll. « Contes et légendes de tous les pays », 1938